# Heerde
Heerde é um município dos Países Baixos, situado na província da Guéldria. Tem 80,42 km² de área e sua população em 2020 foi estimada em 18.645 habitantes.